# 笠碁
『笠碁』（かさご）は古典落語の演目。
囲碁の好敵手である二人が、対局での口論から疎遠になったものの、やはり対局したくなって仲直りする顛末を描く。武藤禎夫は「勝負に熱中したときの心理や行動を、余すところなく活写した点、『碁どろ』以上に代表的な噺とされている」と記している。
原話は、元禄4年版『軽口露がはなし』第5巻の一遍である「この碁は手みせ禁」。ただしこの軽口咄には、片方が笠を被ったまま対局するという落ち（サゲ）の部分はなく、武藤禎夫は追加されたこの落ちについて「蛇足の感さえする」と評している。
主な演者として上記以外に8代目三笑亭可楽や10代目金原亭馬生がいる。

## あらすじ
ある大店の隠居2人は大の囲碁好きであり、毎日のように互いの家に赴くと碁を打って楽しんでいた。
ある日のこと、今日は「待った」なしで勝負しようと一方が言い出して碁を打ち始めるが、その当人が「待った」をしようとしたために揉め始める。次第に囲碁とは直接関係ない、過去の商売上のやり取りや、大掃除の労いで蕎麦を出さなかったなど些細な話まで持ち出し、言い争った挙句に喧嘩別れしてしまう。
しかし、互いに毎日打ちたいほどの碁好きであり、かといって碁会所に行くほどの棋力もない好敵手同士だったことから暇を持て余してしまう。やがて「待った」をした方は、相手も同じ心情に違いないと、通りの軒先から見える位置に碁盤を置いて待ち始める。
雨の午後、狙い通り笠をかぶった相手がやってきて内心で喜ぶが、彼はそのまま素通りしてしまう。そこで気分が沈むが、すぐにまた相手が行った道を戻ってきて素通りし、その調子で何度も往復を始める。予想通り相手も碁を打ちたいのだが自分から切り出すのを恥ずかしがって入ってこないのだが、一方で待つ男の方も自分から声を掛けられない。
結局、照れ隠しで「やい！へぼ！」と呼びかけると、相手も「へぼって何でエ」などと言いながら入ってくるが、碁盤を挟んで向かい合うとすぐに仲直りする。そしてさっそく碁盤を睨み合いながら打ち始めるが、その上にぽたりぽたりと水滴が落ち、2人は「恐ろしく雨が漏るなあ」とこぼす。そして顔を上げたところで主人は気づいて言う。「お前さん、笠被りっぱなしだ」。

## バリエーション
後半の客人の方が店の前を行ったり来たりするシーンでは、3代目柳家小さん系で、7代目三笑亭可楽（玉井の可楽）から3代目三遊亭小圓朝で伝わったものでは家主がキセルを加えた状態で目で相手を追う演出だが、5代目柳家小さんの燕枝系では笠をかぶった客人の方が首を振って行ったり来たりするといった違いがある。

## 改作
5代目古今亭志ん生は囲碁を将棋に変えて題名も『雨の将棋』と改作したものを演じていた。話の筋はほぼ同じだが、最後に2人が将棋を指す場面で紛失した王将の駒の代わりに座敷に入り込んできたアブラムシ（ゴキブリ）を使用したり、盤上からいなくなったアブラムシが股の間から出てきて「王様勝てないと思って金の後ろに隠れやがった」とサゲるなど笑いの色が強くなっている。